# Metilstein

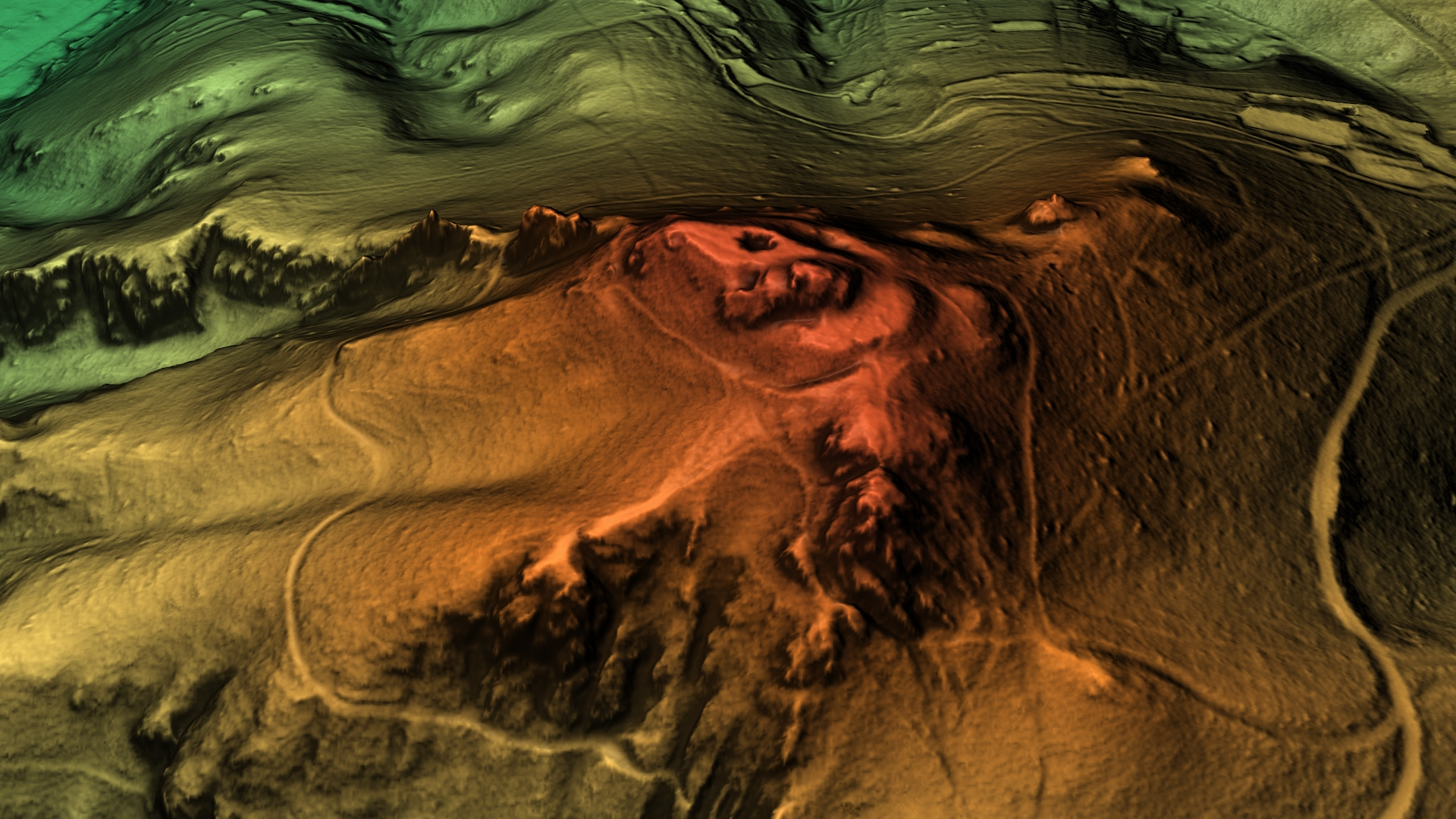
3D-Ansicht des digitalen Geländemodells

Der Metilstein, auch Mädelstein oder historisch Mittelstein, ist ein 380,0 m ü. NHN hoher Berg im Nordwestlichen Thüringer Wald. Er befindet sich zwischen Eisenach im Norden und der Wartburg im Süden. Die nördliche Nebenkuppe des Metilsteins, der Schindersberg (320,6 m ü. NHN) grenzt unmittelbar an Eisenachs Altstadt. Auf dem Berg befinden sich Reste einer mittelalterlichen Höhenburg und Befestigungsanlage, die als Bodendenkmal geschützt sind.

## Geschichte
Nach älteren Überlieferungen entstand die Burg Metilstein bereits vor 1200 und diente einer von den Treffurter Rittern abstammenden Seitenlinie als Wohnsitz.
Für diese Theorie spricht der Umfang der vorgefundenen Bausubstanz, im Gegensatz zu den sonstigen Belagerungsburgen finden sich deutliche Spuren von massiven Steinbauten.
Im thüringisch-hessischen Erbfolgekrieg (1247–1263) entstand ein Ring von Belagerungs- und Befestigungsanlagen um die Wartburg. Diese sollen nach dem Eisenacher Chronisten Johannes Rothe von den Bürgern der Stadt Eisenach und den angreifenden hessischen und braunschweigischen Truppen angelegt worden sein.
Im Januar 1261 begann Landgraf Heinrich der Erlauchte von seinem Stützpunkt auf der Wartburg und mit herbeigeführten Truppen die gegen ihn errichteten Belagerungsburgen Metilstein, die Frauenburg und Eisenacher Burg und auch die Stadt Eisenach selbst zu stürmen; er eroberte und zerstörte daraufhin alle feindlichen Stellungen.
Die bereits aufgegebene Anlage wurde im Wettiner Hauskrieg dann noch einmal, 1306 von revoltierenden Eisenachern gegen die Wartburg teilweise neu errichtet, in den folgenden Kämpfen mehrfach attackiert und mit der Niederlage der Eisenacher im Jahr 1308 aufgegeben.
Im ausgehenden 18. Jahrhundert erwarb der Eisenacher Kaufmann und Mäzen Roese das Gelände und legte einen Landschaftspark und Lustgarten – das sogenannte Roesesche Hölzchen an. In Erinnerung an die einstige Burganlage ließ er auf dem Metilstein eine Kunstruine errichten, welche aber im 19. Jahrhundert wieder beseitigt wurde.

## Bauliches
Der Metilstein ist die am besten erhaltene Burgruine in der Eisenacher Flur.
In Gipfellage des markanten kegelförmigen Berges findet man bei der Begehung zunächst einen auf drei Seiten noch deutlich erkennbaren Graben vor. Verschiedene bearbeitete Felspartien, in Spuren noch erkennbares Mauerwerk, Mörtel, Ziegelbruch und ausgearbeitete Vertiefungen markieren die Lage der einstigen Hauptgebäude und einer Zisterne. Im Zentrum der Anlage wird auf einem bearbeiteten Felsen mit Treppenrest der Bergfried der Burg lokalisiert. Im östlichen Teil schließt sich heute eine planierte Freifläche an, hier standen wohl weitere Wirtschaftsgebäude. Von einer Felspartie im Süden hat man einen freien Blick zum Burgtor der Wartburg – ca. 500 m entfernt. Zur Burgruine Metilstein führen mehrere Hohlwege aus nördlicher Richtung aus der Stadt kommend und vereinigen sich am Gedenkstein Roesestein; auch dies spricht für eine bedeutend längere Nutzungsdauer als Wohnburg.

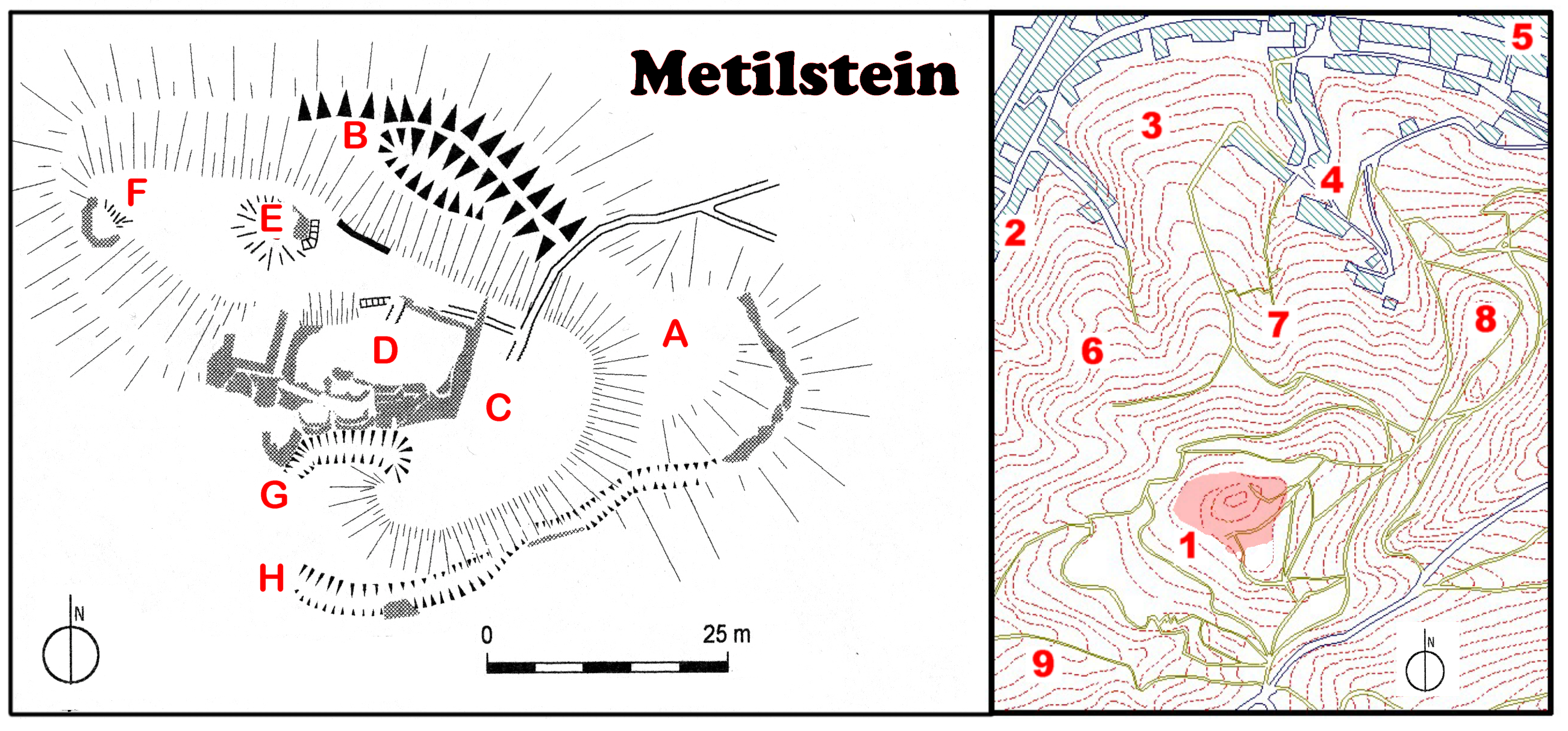
1998 aufgemessene Befunde

In dem nebenstehenden Übersichtsplan von 1998 bedeuten:
(A) Vorburg/Wirtschaftsgebäude, (B) nördliche Wall-Graben-Befestigung, (C) Plateau, (D) Fels mit Spuren des Bergfriedes, Balkenlöchern von Gebäuden und eines Portales, (E) Zisterne mit Treppenanlage, (F) in den Fels eingearbeitete Struktur (Keller ?), (G) Rest des Ringgraben oder Zufahrt (?) (H) Felsnadel mit Bohrlöchern von einem Schutz-Geländer (Aussichtspunkt aus der Roese-Zeit).
Im Höhenschichtenplan bedeuten:
(1) der Metilstein, (2) der Eisenacher Stadtteil Ehrensteig – „Stieg“, (3) über (Kloster) St. Katharien, (4) Am Wolfgang, (5) Katharienstraße – „Vor dem Georgentor“, (6) der Siechenberg, (7) Am Schindersberg, (8) Das Roese´sche Hölzchen und (9) der Zeisiggrund.
Das dargestellte umfangreiche Wegenetz entspricht hierbei dem Stand der 1950er Jahre, das Gelände war der zentrale Teil des ehemaligen Landschaftsparkes „Roesesches Hölzchen“. Das Wegenetz wurde inzwischen, auch wegen fehlender Nutzung und Pflege, auf die Hauptwege reduziert.

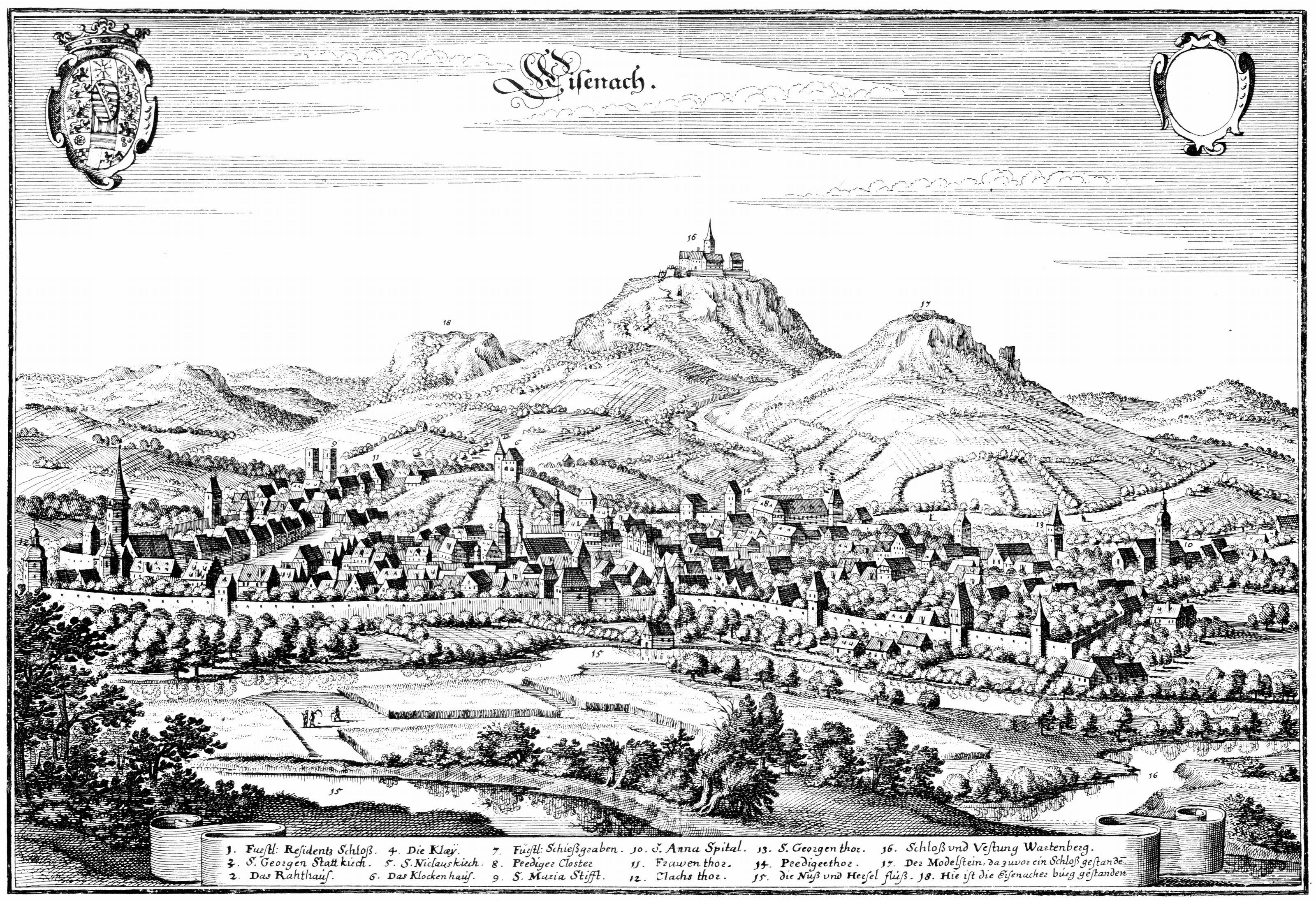
Eisenach um 1647 (Merian)
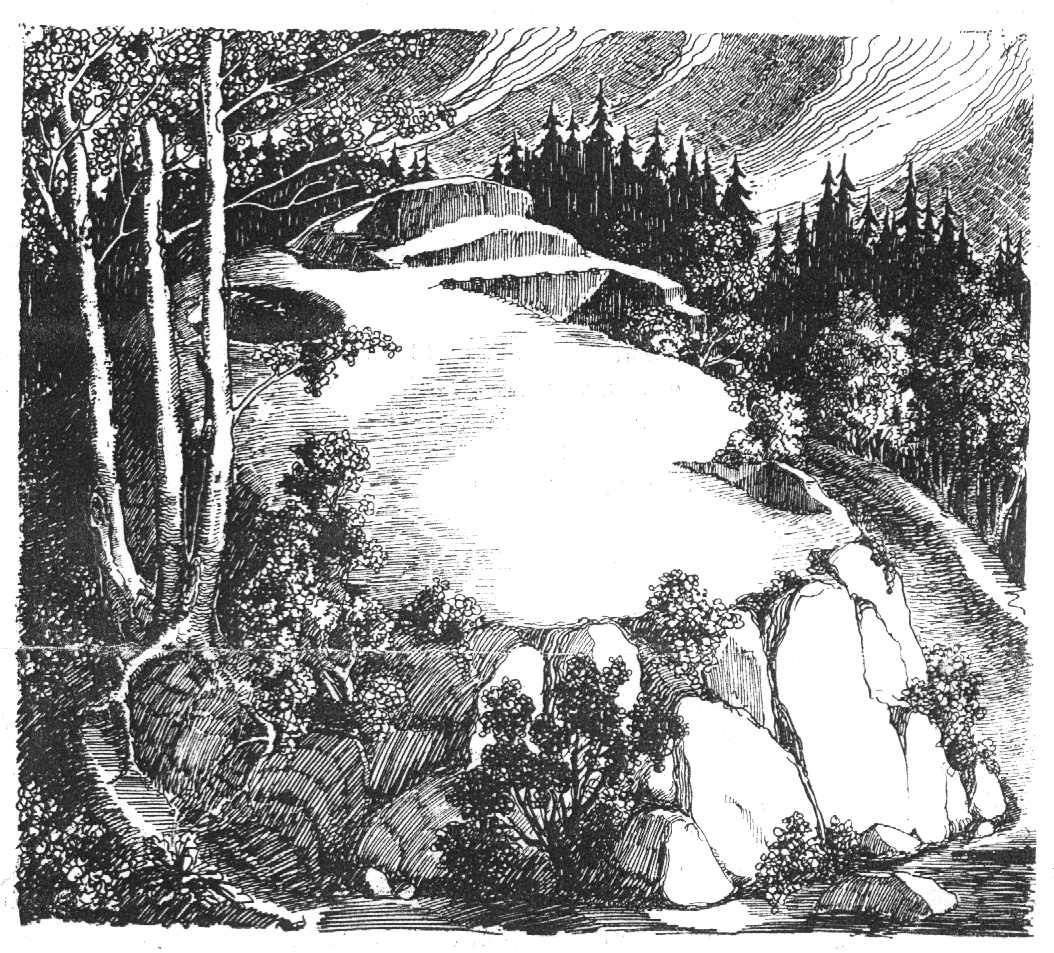
Metilstein (um 1780)
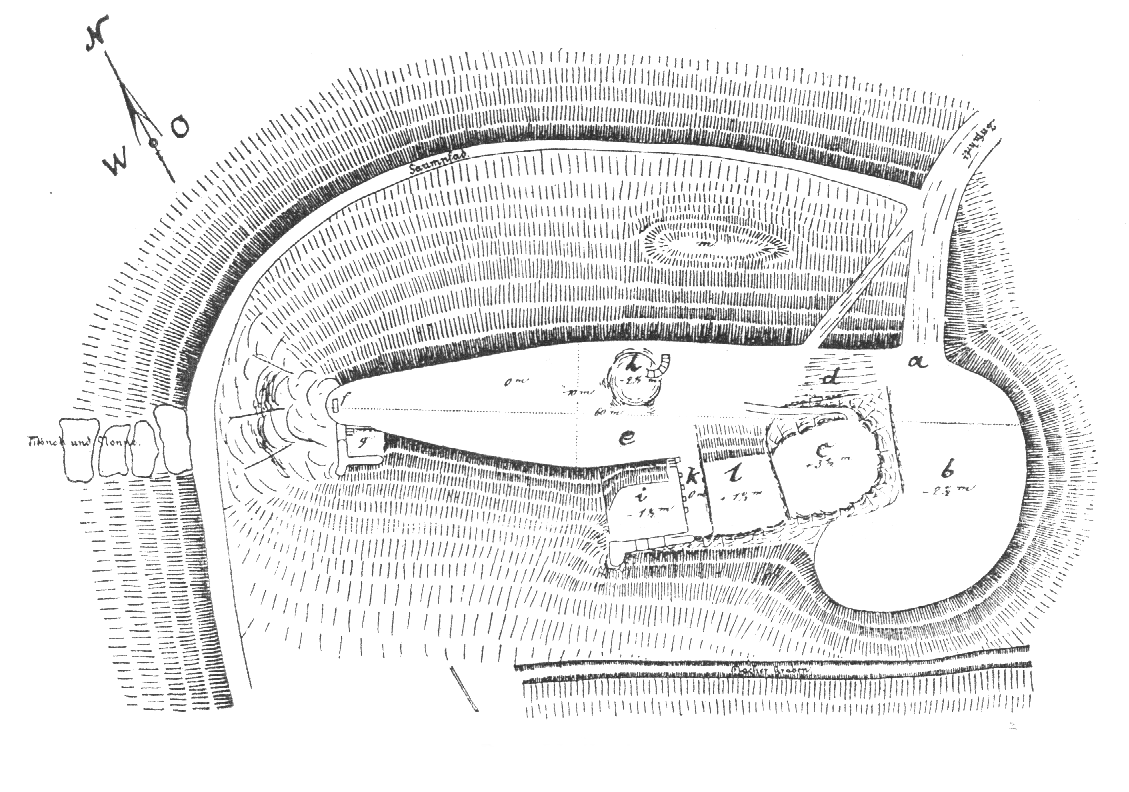
Lageplan nach Helmbold
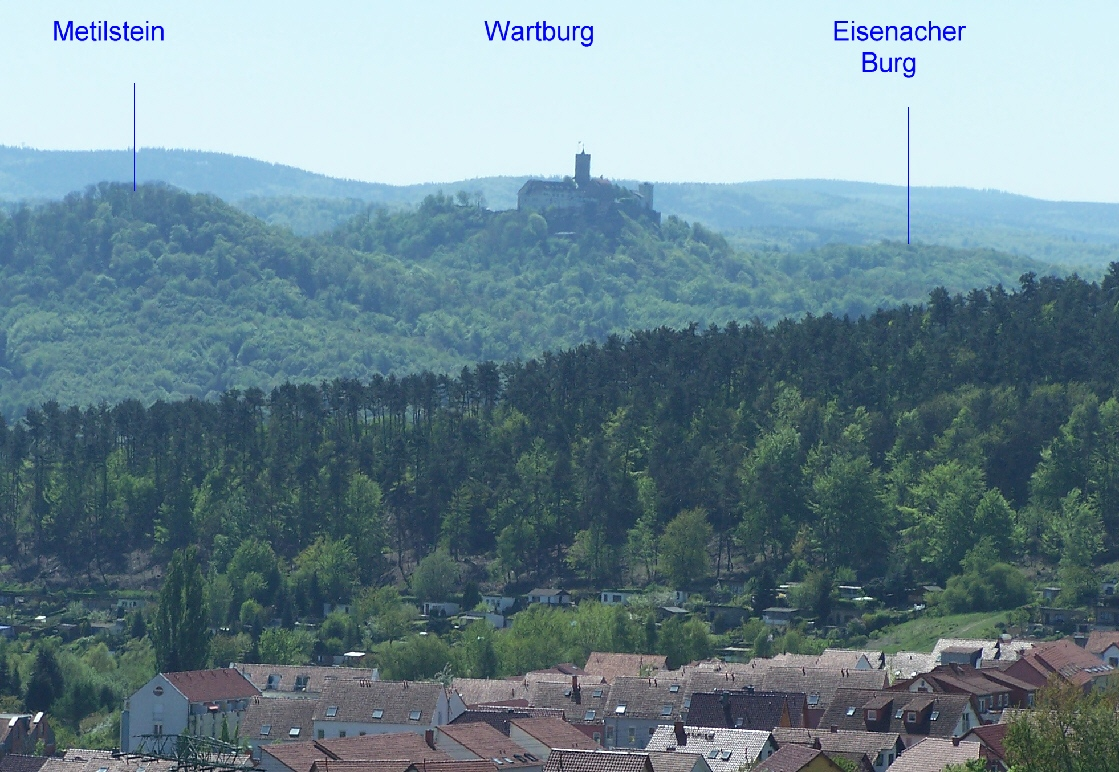
Dreiburgen-Panorama (vom Moseberg)
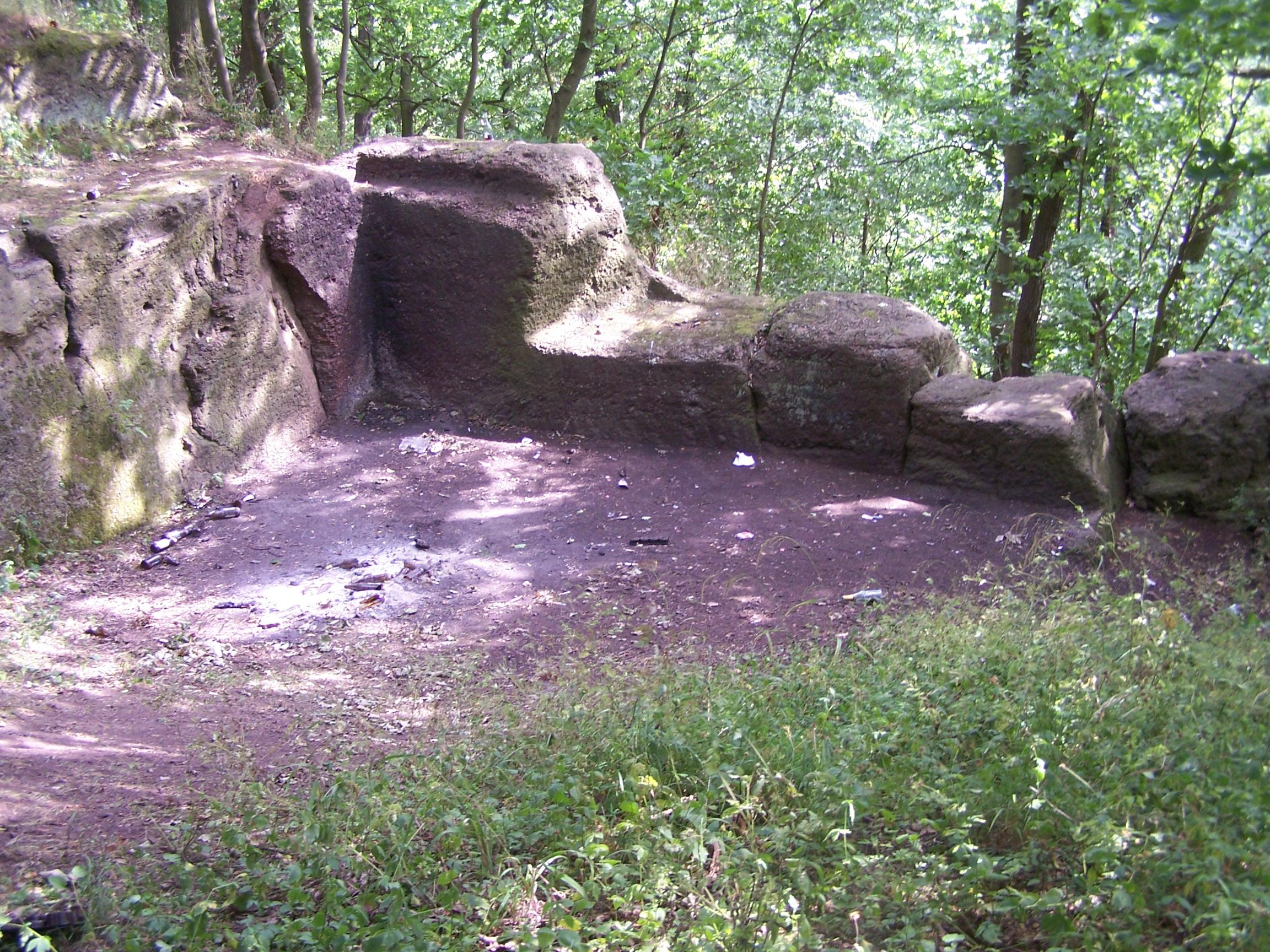
Gebäudereste im Zentrum der Ruine